# Piper punctulatum
Piper punctulatum är en pepparväxtart som beskrevs av Standley & Steyerm.. Piper punctulatum ingår i släktet Piper och familjen pepparväxter. Inga underarter finns listade i Catalogue of Life.